# Toxorhina curtipennis
Toxorhina curtipennis är en tvåvingeart som beskrevs av Alexander 1975. Toxorhina curtipennis ingår i släktet Toxorhina och familjen småharkrankar.
Artens utbredningsområde är Nigeria. Inga underarter finns listade i Catalogue of Life.